# Narrativa poética

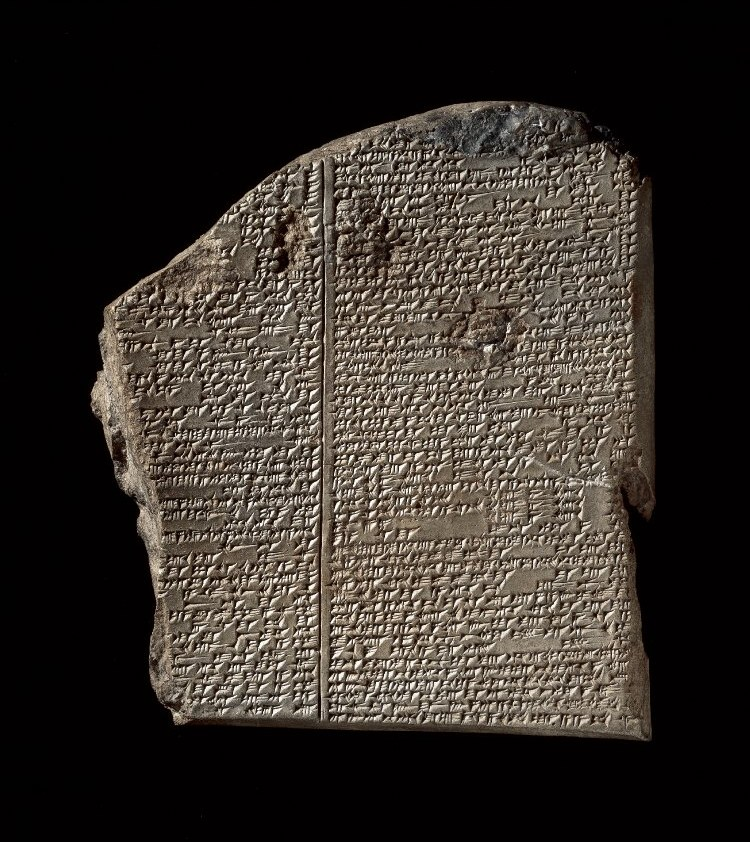
Narrativa poética

La narrativa poética o poesía narrativa es aquella que narra una historia. La longitud del poema y la complejidad de la historia varían de un poema a otro, no hay un criterio establecido. Por norma general, no suelen ser dramáticos, presentan versos objetivos y un esquema métrico y rima regular.  narrativos se encuentran la poesía épica, la balada y la égloga.

## Características
Los poemas narrativos son una forma de arte. La poesía narrativa es uno de los más antiguos géneros dentro de la poesía. En la mayoría de las primeras obras literarias que se conocen, desde la epopeya de Gilgamesh hasta los poemas homéricos, tanto en la literatura inglesa antigua como en la poesía en nórdico antiguo, así como la epopeya en sánscrito titulada Mahábharata, aparecen poemas narrativos. Muchos estudiosos de Homero, desde Quinto de Esmirna en adelante, han llegado a la conclusión de que los cuentos de la Ilíada y la Odisea fueron creados a partir de recopilaciones de poemas narrativos cortos que narraban historias individuales, las cuales resultaban más adecuadas para ser contadas alrededor de una hoguera.
Algunos poemas narrativos deben ser considerados novelas en verso, como el extenso poema The Ring and the Book de Robert Browning. En cuanto a la poesía narrativa, un romance es un poema narrativo que cuentan historias de caballería. Algunos ejemplos son el Roman de la Rose, de Guillaume de Lorris, o los Idilios del rey, de Lord Tennyson. Aunque estos ejemplos describen historias medievales y leyendas artúricas, los romances también pueden contar historias basadas en la mitología clásica
Los poemas narrativos normalmente son más cortos y tienen un estilo literario similar al de los cuentos. A veces, de estas narraciones breves se recogen compilaciones, como Los cuentos de Canterbury de Chaucer. Algunas obras literarias contienen prosa narrativa, en la que se incluyen poemas e interludios poéticos. Un ejemplo de esta modalidad es la Vita Nuova de Dante Alighieri.

## Tradición oral
La mayoría de la poesía narrativa procede de la tradición oral y ha sido creada para ser interpretada en público. Algunos ejemplos pueden ser: las baladas escocesas e inglesas, las leyendas sobre Robin Hood o Alejandro Magno y gran parte de los poemas heroicos en báltico y eslavo. Fueron originalmente concebidos para ser recitados, en lugar de leídos.  En muchas culturas, permanece vigente la tradición de recitar cuentos tradicionales en verso. Se ha sugerido que algunas de las características que distinguen la poesía de la prosa, como el metro, la aliteración y el ritmo, han servido tanto para mejorar la memoria de los bardos que recitaban los cuentos como para que las historias descritas no caigan en el olvido.
Los poemas narrativos suelen contar una historia utilizando un tema poético.

## Poemas narrativos
- The Adventures & Brave Deeds Of The Ship's Cat On The Spanish Maine: Together With The Most Lamentable Losse Of The Alcestis & Triumphant Firing Of The Port Of Chagres de Richard Adams
- El libro de la duquesa de Geoffrey Chaucer
- Cuentos de Canterbury de Geoffrey Chaucer
- La carga de la Brigada Ligera de Alfred Tennyson
- La Divina Comedia de Dante Alighieri
- Cantar de Mio Cid, (anónimo) épica medieval
- Edda poética (anónimo)
- Las principales poesías épicas griegas (la Ilíada, la Odisea y los himnos homéricos).
- La Epopeya de Gilgamesh
- Kalevala (epopeya épica finlandesa)
- Os Lusíadas (epopeya portuguesa)
- La Reina de las hadas de Edmund Spenser
- El jinete de bronce, de Aleksandr Pushkin
- El paraíso perdido, de John Milton
- Eneida de Virgilio
- Pan Tadeusz de Adam Mickiewicz
- Pedro el Labrador de William Langland
- La violación de Lucrecia de William Shakespeare
- El cuervo de Edgar Allan Poe
- Rime of the Ancient Mariner de Samuel Taylor Coleridge
- The Song of Hiawatha de Henry Wadsworth Longfellow
- Terje Vigen de Henrik Ibsen
- La morsa y el carpintero de Lewis Carroll
- Out Out de Robert Frost
- Martín Fierro de José Hernández
- A Margarita Debayle] (enlace roto disponible en Internet Archive; véase el historial, la primera versión y la última). de Rubén Darío